# Arrondissement de Borken
L'arrondissement de Borken, en allemand Kreis Borken, est une division administrative allemande, située dans le land de Rhénanie-du-Nord-Westphalie.

## Situation géographique
L'arrondissement de Borken est situé au nord-ouest du Land de Rhénanie-du-Nord-Westphalie et comprend la partie occidentale du pays de Münster. Il a des limites avec les arrondissements de Clèves, Wesel, Recklinghausen, Coesfeld et Steinfurt ainsi qu'avec l'arrondissement bas-saxon de la Comté de Bentheim et les provinces néerlandaises d'Overijssel et de Gueldre. Il est traversé par l'autoroute A 31 (Bottrop-Emden).

## Histoire
L'arrondissement fut créé le 1er janvier 1975 par loi du 9 juillet 1974 en fusionnant les anciens arrondissements d'Ahaus et de Borken et y intégrant la ville-arrondissement de Bocholt.

## Communes
L'arrondissement de Borken compte 17 communes dont 9 villes.

* Chef-lieu de l'arrondissement
| Communes         | Population du 30 juin 2005 | Superficie | Densité hab./km2 |
| ---------------- | -------------------------- | ---------- | ---------------- |
| Ahaus, ville     | 38 354                     | 151,22 km2 | 254              |
| Bocholt, ville   | 73 762                     | 119,37 km2 | 618              |
| Borken*, ville   | 40 972                     | 152,60 km2 | 268              |
| Gescher, ville   | 17 153                     | 80,78 km2  | 212              |
| Gronau, ville    | 46 218                     | 78,63 km2  | 588              |
| Heek             | 8 303                      | 68,98 km2  | 120              |
| Heiden           | 8 117                      | 53,39 km2  | 152              |
| Isselburg, ville | 11 275                     | 42,73 km2  | 264              |
| Legden           | 6 788                      | 56,25 km2  | 121              |
| Raesfeld         | 11 205                     | 57,81 km2  | 194              |
| Reken            | 14 354                     | 78,54 km2  | 183              |
| Rhede, ville     | 19 232                     | 78,65 km2  | 245              |
| Schöppingen      | 7 174                      | 86,77 km2  | 83               |
| Stadtlohn, ville | 20 651                     | 79,06 km2  | 261              |
| Südlohn          | 8 936                      | 45,55 km2  | 196              |
| Velen            | 12 955                     | 70,52 km2  | 184              |
| Vreden, ville    | 22 501                     | 135,83 km2 | 166              |

## Politique

### Élections du préfet (Landrat)
|       | Scrutin du 12 sept. 1999 | Scrutin du 12 sept. 1999 | Scrutin du 12 sept. 1999 | Scrutin du 26 sept. 2004 | Scrutin du 26 sept. 2004 | Scrutin du 26 sept. 2004 |
| Parti | Candidat                 | Votes                    | %                        | Candidat                 | Votes                    | %                        |
| ----- | ------------------------ | ------------------------ | ------------------------ | ------------------------ | ------------------------ | ------------------------ |
| SPD   | Roman Cebaus             | 37 836                   | 23,8 %                   | Roman Cebaus             | 43 802                   | 26,8 %                   |
| FDP   |                          |                          |                          | Dr. Stefan Grüll         | 11 538                   | 7,1 %                    |
| UWG   | Werner Thesing           | 10 495                   | 6,6 %                    |                          |                          |                          |
| Grüne | Siegfried Martsch        | 7 735                    | 4,9 %                    |                          |                          |                          |

### Élections du conseil (Kreistag)
|       | Scrutin du 26 sept. 2004 | Scrutin du 26 sept. 2004 | Scrutin du 26 sept. 2004 |
| Parti | Votes                    | %                        | Sièges                   |
| ----- | ------------------------ | ------------------------ | ------------------------ |
| CDU   | 90 287                   | 55,2 %                   | 33                       |
| SPD   | 35 577                   | 21,7 %                   | 13                       |
| UWG   | 16 078                   | 9,8 %                    | 6                        |
| Grüne | 11 874                   | 7,3 %                    | 4                        |
| FDP   | 9 855                    | 6,0 %                    | 4                        |

## Juridiction
Juridiction ordinaire
- Cour d'appel (Oberlandesgericht) de Hamm
  - Tribunal régional (Landgericht) de Münster
    - Tribunal cantonal (Amtsgericht) d'Ahaus : Ahaus, Heek, Legden, Schöppingen, Stadtlohn, Vreden
    - Tribunal cantonal de Bocholt : Bocholt, Isselburg, Rhede
    - Tribunal cantonal de Borken : Borken, Gescher, Heiden, Raesfeld, Reken, Südlohn, Velen
    - Tribunal cantonal de Gronau (Westphalie) : Gronau

Juridiction spéciale
- Tribunal supérieur du travail (Landesarbeitsgericht) de Hamm
  - Tribunal du travail (Arbeitsgericht) de Bocholt
- Tribunal administratif (Verwaltungsgericht) de Münster
- Tribunal des affaires de Sécurité sociale (Sozialgericht) de Münster